# Kathetostoma

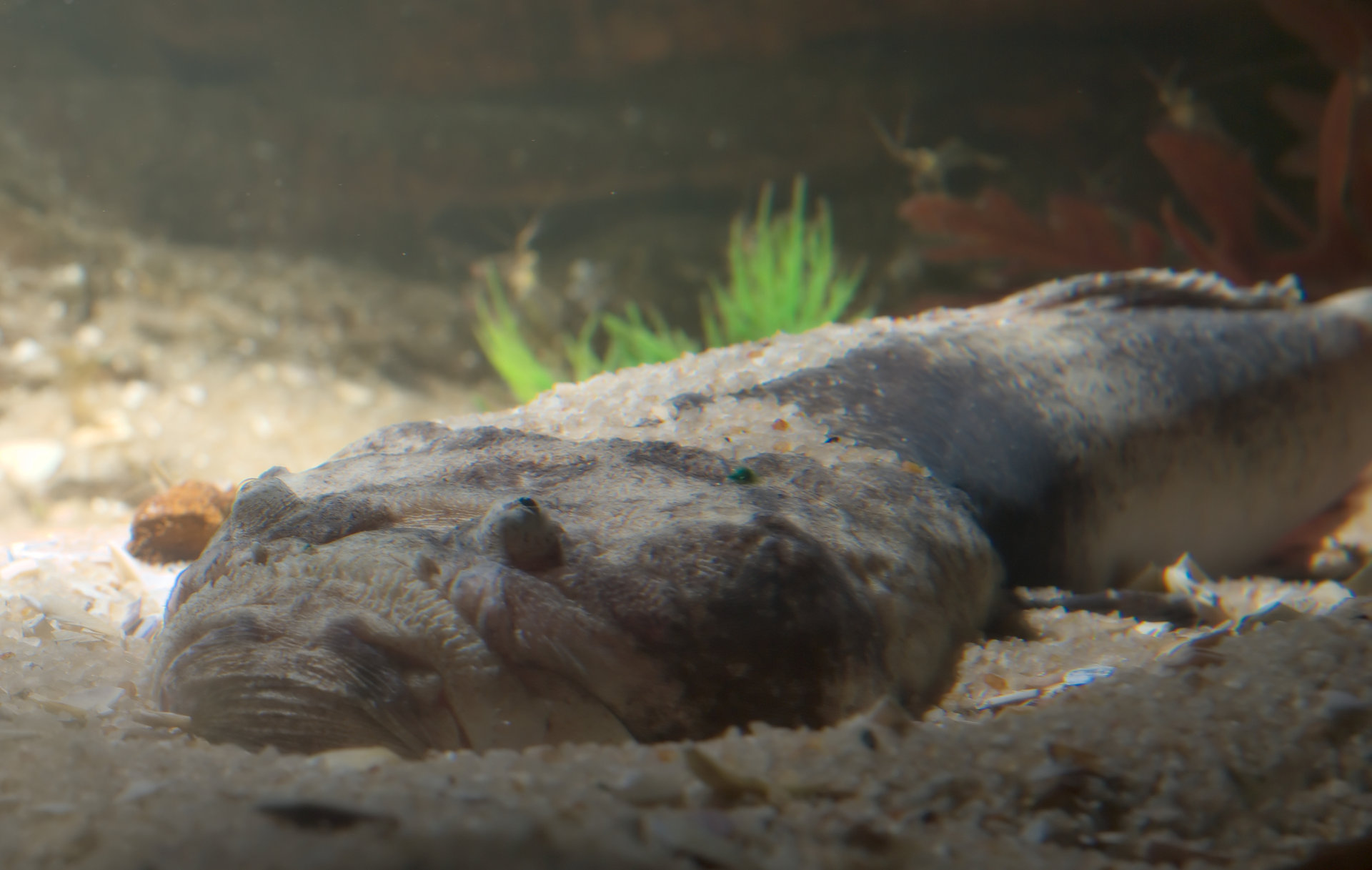
Kathetostoma laeve

Kathetostoma és un gènere de peixos pertanyent a la família dels uranoscòpids.

## Morfologia
Cos curt, gruixut i sense escates. Cap gros, quadrat i horitzontal a la part superior. Alguns ossos del cap tenen espines. Ulls grossos i disposats a la part de dalt del cap. Boca grossa i vertical. Presència d'una espina verinosa al marg superior de l'opercle. Aleta dorsal sense espines.

## Distribució geogràfica
Es troba a les aigües tropicals i temperades càlides de l'Atlàntic occidental, l'Índic oriental i el Pacífic.

## Taxonomia
- Kathetostoma albigutta (Bean, 1892)[3]
- Kathetostoma averruncus (Jordan & Bollman, 1890)[4]
- Kathetostoma canaster (Gomon & Last, 1987)[5]
- Kathetostoma cubana (Barbour, 1941)[6]
- Kathetostoma fluviatilis (Hutton, 1872)[7]
- Kathetostoma giganteum (Haast, 1873)[8]
- Kathetostoma laeve (Bloch & Schneider, 1801)[9]
- Kathetostoma nigrofasciatum (Waite & McCulloch, 1915)[10][11][12][13][14][15][16]